# ペドロ・パブロ・ダルトネル
ペドロ・パブロ・ダルトネル・エンシーナ（Pedro Pablo Dartnell Encina, 1873年12月24日 - 1944年9月26日）は、チリの軍人。チリ陸軍総監などを歴任し、チリ空軍の前身であるチリ陸軍航空隊の創設に携わった。また、1925年クーデター後の軍事政権において大統領代行を務めた。最終階級は中将（General de división）。

## 軍歴
1873年12月24日、ダルトネルはリナーレスにて父ロベルト・ダルトネル・ロゼール（Robert Dartnell Lother）と母カルメン・エンシーナ・イバニェス（Carmen Encina Ibáñez）の間に生を受けた。チリ大学では技術者としての専門教育を受け、その後チリ陸軍工兵科へと進む。1885年から1891年まで士官候補生(Cadete)として軍事大学に在籍。1891年1月15日、下級中尉(Subteniente)に任官する。1891年の内戦には工兵隊の一員として議会軍側で戦い、内戦終結までに大尉（Capitán）に昇進している。終戦後はチリ大学に戻り、土木工学について学んだ。チリ陸軍の大改革が始まると彼は近代陸軍の調査を行うべくヨーロッパへと派遣され、1897年から1899年にかけてベルギー、ドイツ帝国、スペインなどに駐在した。
1900年1月、彼は少佐(mayor)に昇進し、まもなく工兵中佐（Comandante）となる。1905年、タルカワノ港要塞の設計を補助するべく海軍に出向する。1910年、再びヨーロッパに渡り、パリの戦争学校に留学して1912年まで学んだ。在仏中はフランス軍航空隊（フランス空軍の前身）に強い関心を持ち、帰国後に彼が提出した報告書は1913年にチリ陸軍航空隊（チリ空軍の前身）が設立されるきっかけの1つとなった。
1914年、大佐(coronel)に昇進したダルトネルは、通信及び航空総監(Comandante de Telecomunicaciones e Inspector Aeronáutico)となる。1919年、航空隊の長官(General Director)に就任すると共に少将(General de Brigada)への昇進を果たす。1920年から1924年にかけて第2、第3、第4師団の師団長を務め、1924年11月28日に陸軍総監に就任した。

## 政治家として
1925年1月23日、9月クーデター政権の青年将校団により行政権を委任されたが、ダルトネルは個人で全権を握る事を拒否してこれを辞退した。その後1月27日になってから新しい1月クーデター政権への参加を宣言し、評議会代表として大統領代行に就任したのである。この頃には中将(General de División)に昇進を果たしていた。1月クーデター政権はアルトゥーロ・アレッサンドリ・パルマ大統領の権限が復帰する3月20日まで継続した。
1926年1月24日、保守党政治家リカルド・マッテ・ペレスの娘マリア・ホセフィーナ・ローザ・マッテ・アムナテグイ(María Josefina Rosa Matte Amunátegui)と結婚し、後に4人の子供を儲けた。1926年6月15日、陸軍を退役する。1930年、タルカ、リナレース、マウレ地区の地区議員に選出され、1932年6月4日にチリ社会主義共和国によって議会が解散されるまでその座を保った。1944年、サンティアゴにて70歳で死去した。